# Bhorletar
Bhorletar (nep. भोर्लेटार) – gaun wikas samiti w zachodniej części Nepalu w strefie Gandaki w dystrykcie Lamjung. Według nepalskiego spisu powszechnego z 2001 roku liczył on 715 gospodarstw domowych i 3456 mieszkańców (1865 kobiet i 1591 mężczyzn).